# Sokobanjska Moravica
Die Sokobanjska Moravica (kurz auch Moravica genannt) ist ein rechter Nebenfluss der Südlichen Morava (Južna Morava) im Osten von Serbien.
Sie ist 60,4 km lang und hat ein Einzugsgebiet von 625 km². Die Moravica durchfließt das Gebiet der Opština Sokobanja im Okrug Zaječar und der Opština Aleksinac im Nišavski okrug.
Rechte Nebenflüsse der Sokobanjska Moravica sind die Sesalačka Reka, Blendijska Reka, Izgarska Reka und Vrmdžanska Reka (Trgoviška Reka). Der Linke Nebenfluss ist die Gradašnica. Die Moravica füllt den künstlich angelegten Badesee Bovansko Jezero, der etwa 12 km westlich der Stadt Sokobanja gelegen ist. Der See wiederum liefert das Wasser für die Region um Aleksinac, Sokobanja und Knjaževac.
Nach 60 km mündet die Moravica in die Südliche Morava, diese wiederum in die Morava, die in die Donau mündet und so zum Flusssystem der Donau gehört. Die Moravica wird von der Bevölkerung gern zum Schwimmen genutzt. Durch ihre reiche und große Artenvielfalt an Fischen ist die Sokobanjska Moravica bei Anglern sehr beliebt.
Unterteilt wird der Lauf der Moravica in einen Oberlauf und einen Unterlauf. Der Oberteil ist der Flusslauf durch die Bergzüge der Banja-Region um Sokobanja. Der Unterlauf ist geprägt vom Badesee Bovansko Jezero und fließt weiter zur Stadt Aleksinac hin.

## Devica und Ozren Berge
Die Quelle der Moravica liegt an den Osthängen des Gebirges Devica, genauer beim Weiler Vrelo (der auch als eigenes Dorf angesehen wird) des Dorfes Čitluk. Die Quelle ist ungefähr 12 km östlich von Sokobanja gelegen, nahe bei der Hauptstraße die Sokobanja mit Knjaževac verbindet. Rund 200 m nördlich der Quelle stehen die Grundschule und die serbisch-orthodoxe Kirche Hl. Prophet Elias von Vrelo.
Vom Ort Vrelo fließt die Moravica westwärts in Richtung der Gemeindehauptstadt Sokobanja, durch das östliche Zentrum der Region Banja und des Banja-Beckens. Sie fließt an den nördlichen Gebirgszügen der Devica und des Ozren vorbei.
Die Moravica durchfließt die Dorfterritorien von Čitluk, Dugo Polje (wo sich die „Moravica-Schlucht“ befindet) und Blendija, ohne durch die Orte selbst zu fließen, erreicht danach die Gemeindehauptstadt und das Zentrum der Region Banja, die Kurstadt Sokobanja. Damit endet der Oberlauf der Moravica.

## Der See „Bovansko Jezero“
Nun beginnt der Unterlauf der Moravica. Nach dem Verlassen des Stadtgebiets von Sokobanja, fließt der Fluss weiter gen Westen. Die Sokobanjska Moravica verläuft durch ein kleines Gebiet des Dorfterritoriums von Beli Potok, erreicht danach den südlichsten Zipfel des Dorfgebietes des Dorfes Trgovište.
Danach fließt der Fluss durch das südlichste Dorfterritorium von Žučkovac und die nördlichsten Dorfgebiete der Dörfer Resnik und Poružnica.
Nun erreicht die Moravica das Gebiet des Dorfes Trubarevac am Eingang zur Schlucht Bovanska Klisura. In der Bovanska Klisura wurde 1978 im sozialistischen Jugoslawien, ein Staudamm gebaut. Dadurch entstand der Stau- und Badesee Bovansko Jezero. Die Moravica fließt durch den See an den südlichen Ausläufern des Gebirges Bukovik.
Am südlichsten Seeuferrand verlässt die Moravica das Bovansko Jezero etwas westlich des Dorfes Bovan, was nun zur Opština Aleksinac gehört, und wendet sich etwas gen Osten. Danach wendet der Fluss sich wieder westwärts und fließt gen Süden durch viele Wälder.
Der Fluss fließt danach weiter am westlichen Dorfrand von Subotinac vorbei, weiter gen Süden, und passiert danach den östlichen Dorfrand von Kraljevo. Nach dem Verlassen des Dorfterritoriums von Kraljevo, durchfließt die Moravica, das Dorf Vakup. Nach dem Verlassen von Vakup erreicht die Moravica nun die Stadt Aleksinac.
Die Moravica durchfließt das östliche Stadtgebiet, dreht dann westwärts, und mündet etwas westlich von Aleksinac in die Südliche Morava.
Früher war der Unterlauf der Moravica sehr vom Kohlebergbau beeinträchtigt. Doch die Minen um die Kleinststadt Aleksinački Rudnik sind heute stillgelegt. Die Moravica gehört zum Flusssystem der Donau, die ins Schwarze Meer mündet und ist nicht schiffbar. Der Fluss gilt als sehr fischreich.

## Galerie

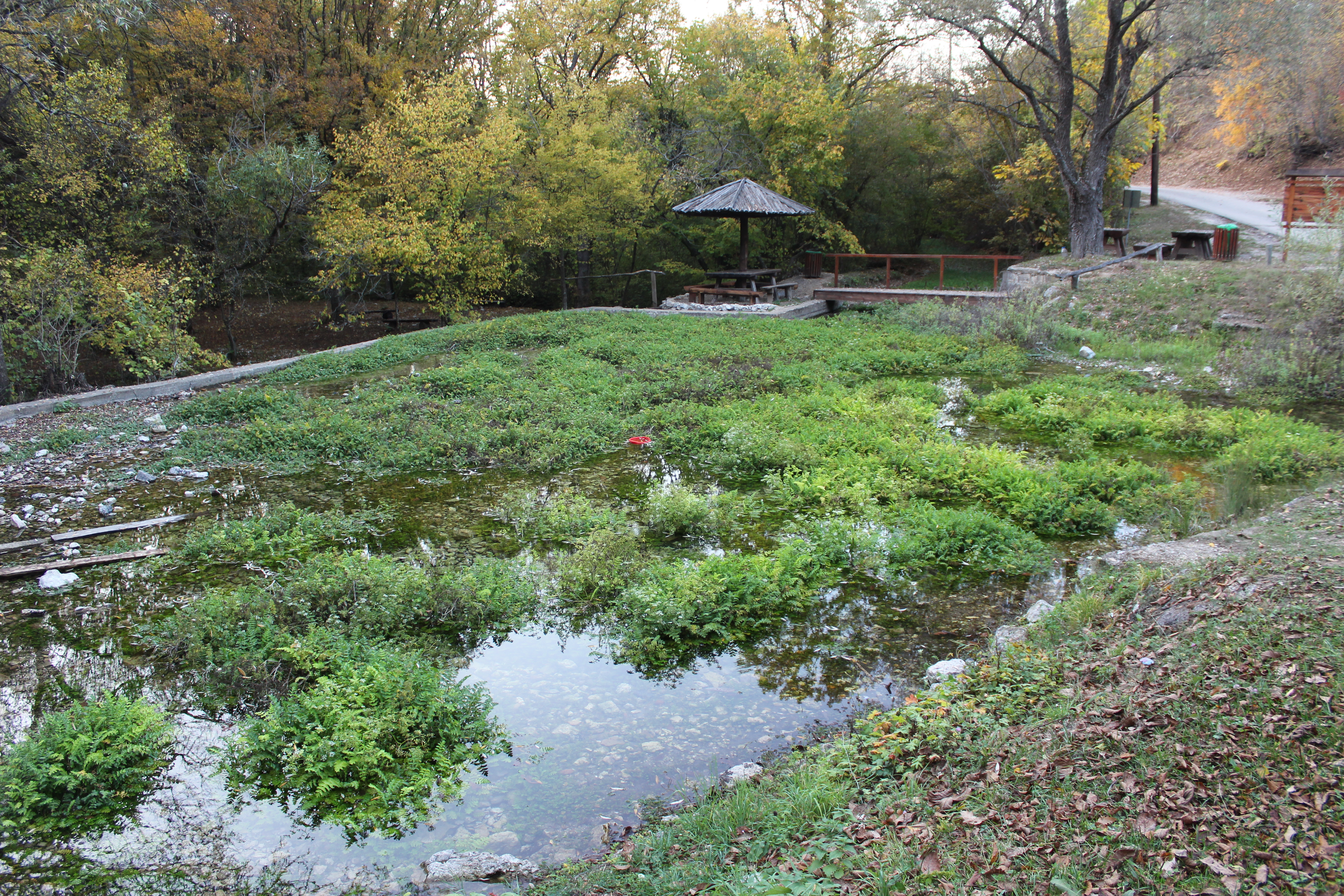
Die Quelle der Moravica
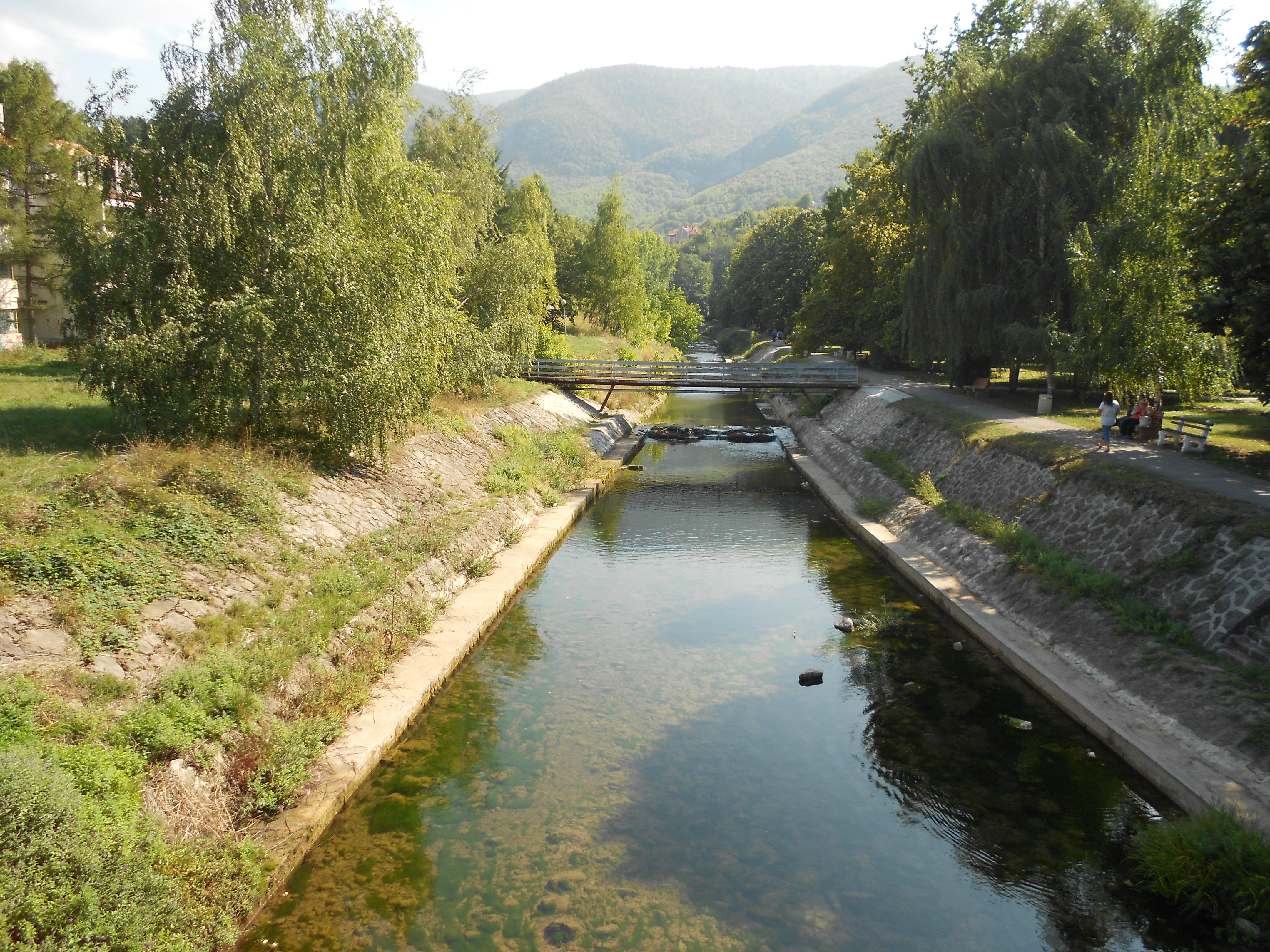
Der Fluss in Sokobanja
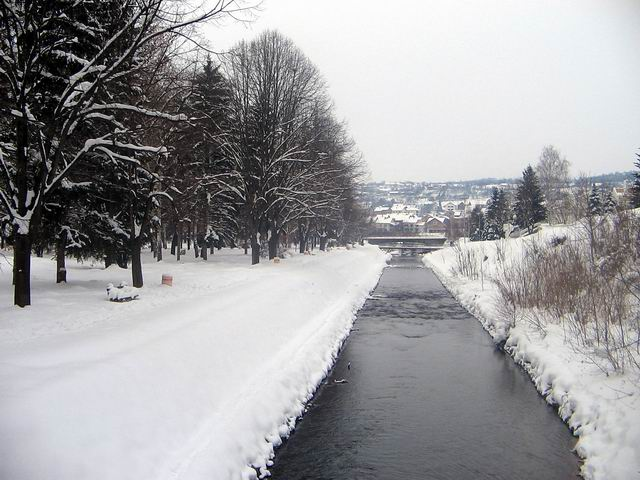
Die Moravica im Winter
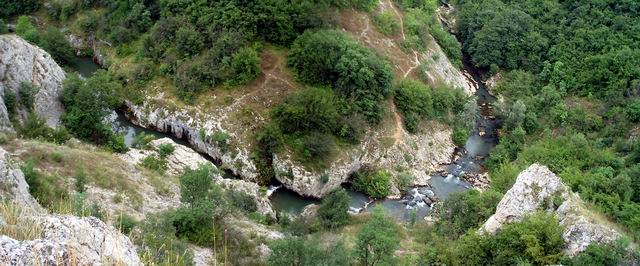
Der Moravica-Schlucht
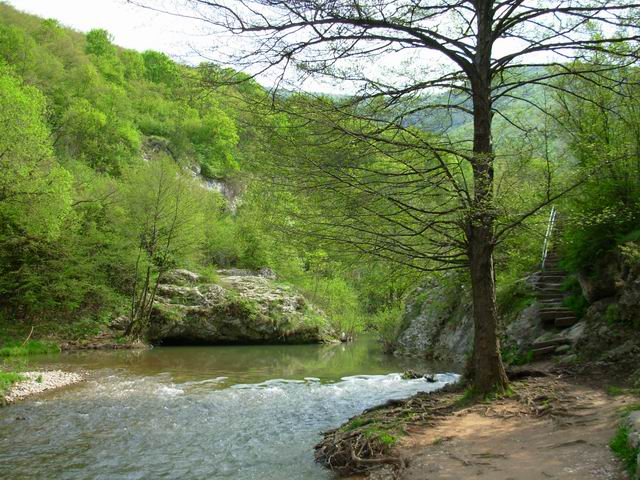
Die Moravica im Sommer
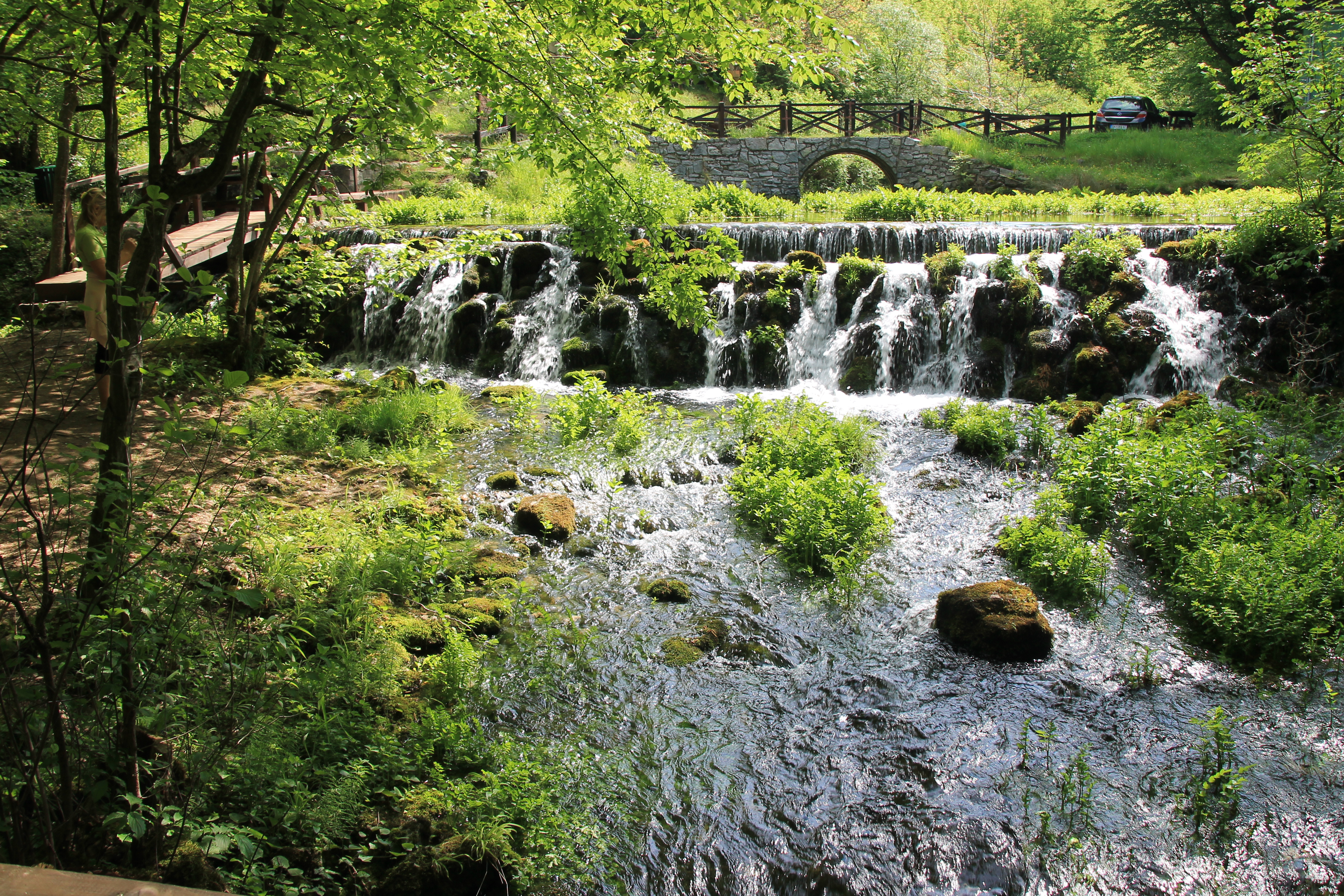
Die Moravica mit Naturdetails
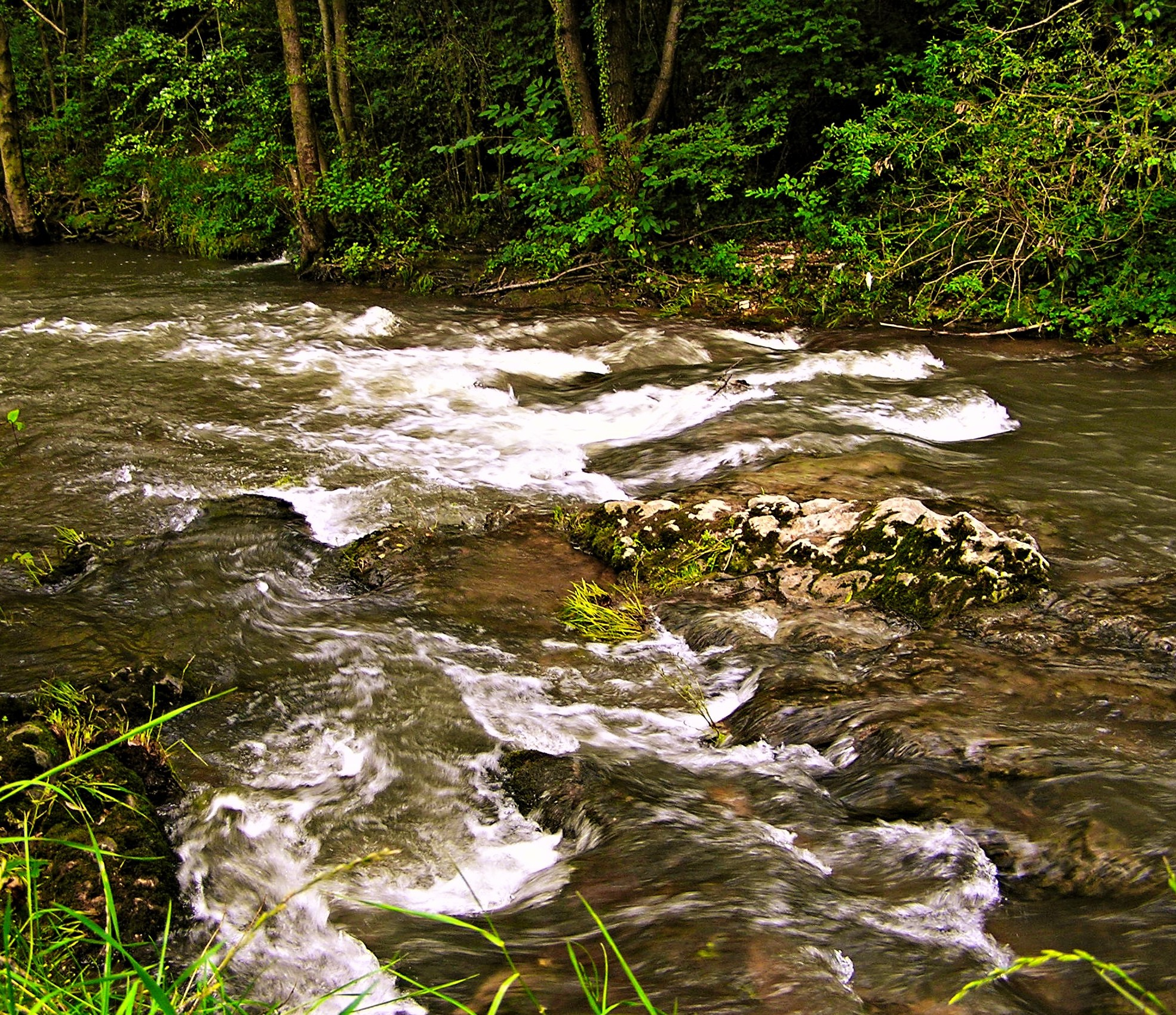
Klares Flusswasser
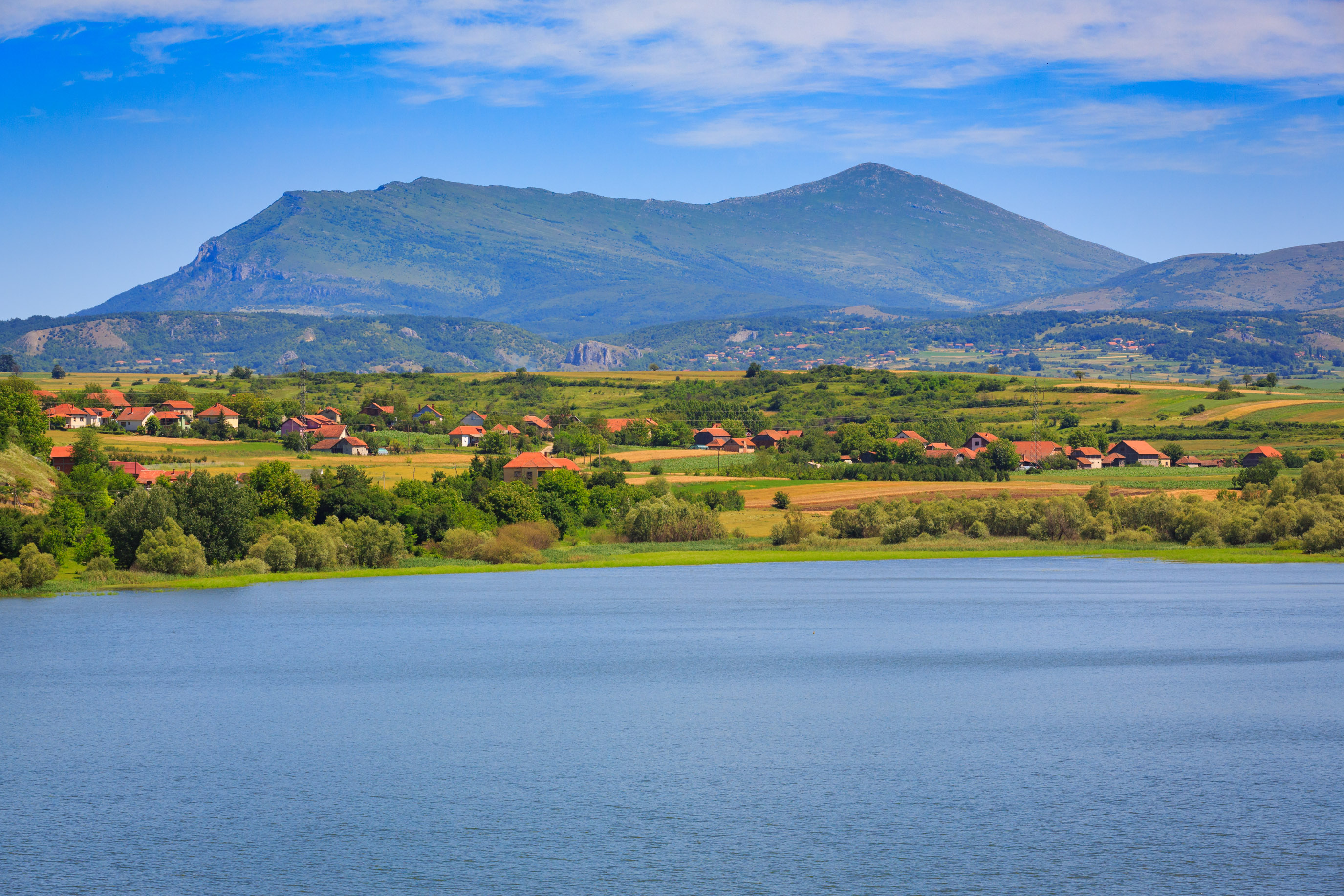
Der See Bovansko Jezero und der Rtanj